# Епархия Эвансвилла
Епархия Эвансвилла (лат. Dioecesis Evansvicensis) — епархия Римско-Католической церкви с центром в городе Эвансвилл, США. Епархия Эвансвилла входит в митрополию Индианаполиса. Кафедральным собором епархии Эвансвилла является Собор святого Бенедикта.

## История
21 октября 1944 года Римский папа Пий XII издал буллу Ecclesiae universalis, которой учредил епархию Эвансвилла, выделив её из архиепархии Индианаполиса.

## Ординарии епархии
- епископ Генри Джозеф Гриммельсманн[англ.] (11.11.1944 — 18.10.1965)
- епископ Пол Фрэнсис Лейболд[англ.] (04.04.1966 — 23.07.1969) — назначен архиепископом Цинциннати
- епископ Фрэнсис Рэймонд Ши[англ.] (01.12.1969 — 11.03.1989)
- епископ Джеральд Эндрю Геттельфингер[англ.] (11.03.1989 — 26.04.2011)
- епископ Чарльз Коулман Томпсон[англ.] (26.04.2011 — 13.06.2017) — назначен архиепископом Индианополиса
- епископ Джозеф Марк Сигел[англ.] (с 18.10.2017)

## Источник
- Annuario Pontificio, Libreria Editrice Vaticana, Città del Vaticano, 2003, ISBN 88-209-7422-3
- Булла Ecclesiae universalis, AAS 37 (1945), стр. 103  (лат.)